# Ceromitia fuscipunctella
Ceromitia fuscipunctella là một loài bướm đêm thuộc họ Adelidae. Loài này có ở Nam Phi.